# Giancarlo Siani
Giancarlo Siani (Napoli, 19 settembre 1959 – Napoli, 23 settembre 1985) è stato un giornalista italiano, assassinato dalla camorra.
La sua uccisione fu ordinata dal boss Angelo Nuvoletta, per volontà del mafioso Totò Riina, capo di Cosa nostra, a cui il clan di Marano era affiliato. Il motivo dell'assassinio fu un articolo del 10 giugno 1985, in cui Siani informò l'opinione pubblica che l'arresto del boss oplontino Valentino Gionta era stato possibile grazie a una soffiata degli storici alleati Nuvoletta, che tradirono Gionta in cambio di una tregua con i nemici casalesi.

## Biografia

### Origini e formazione
Appartenente a una famiglia della media borghesia partenopea del quartiere Vomero, frequentò le elementari presso la scuola "Vincenzo Cuoco", le medie presso la Scuola media statale "Michelangelo Schipa" e le superiori presso il Liceo classico G. B. Vico, partecipando al movimento del Settantasette. Conseguì la maturità classica nel 1978 con il massimo dei voti (60/sessantesimi). Una volta iscritto a Sociologia all'Università degli Studi di Napoli Federico II, iniziò a collaborare con alcuni periodici napoletani, tra cui il mensile ScuolaInformazione su cui scrivevano pure Gildo De Stefano e Antonio Franchini, mostrando particolare interesse per le problematiche dell'emarginazione; proprio all'interno delle fasce sociali più disagiate si annidava, infatti, il principale serbatoio di manovalanza della criminalità organizzata.
In quel periodo fondò assieme ad altri giovani giornalisti, tra i quali Gildo De Stefano e Antonio Franchini, il Movimento Democratico per il Diritto all'Informazione (M.D.D.I.), di cui fu portavoce nei diversi convegni nazionali sulla libertà di stampa. Scrisse i suoi primi articoli per il mensile Il lavoro nel Sud, testata dell'organizzazione sindacale CISL, e poi iniziò la sua collaborazione presso la redazione di Castellammare di Stabia come corrispondente da Torre Annunziata per il quotidiano Il Mattino di Napoli. Fu attivista del Partito Radicale durante la segreteria di Giuseppe Rippa.

### L'attività giornalistica
Da Torre Annunziata si occupò principalmente di cronaca nera e quindi di camorra, studiando e analizzando i rapporti e le gerarchie delle famiglie camorristiche che controllavano il comune e i suoi dintorni. Fu in questo periodo che iniziò anche a collaborare con l'Osservatorio sulla Camorra, periodico diretto dal sociologo Amato Lamberti. Al quotidiano Il Mattino faceva riferimento alla redazione distaccata di Castellammare di Stabia. Pur lavorando come corrispondente, da giornalista frequentava stabilmente la redazione del comune stabiese: il suo sogno era strappare il contratto da praticante giornalista per poi poter sostenere l'esame e diventare giornalista professionista. Un titolo che gli verrà riconosciuto ad honorem, nel giorno del 35º anniversario dall'uccisione, da parte dell'Ordine dei giornalisti che ha consegnato il tesserino ai suoi familiari, durante una cerimonia a Napoli.
Lavorando per Il Mattino, Siani riuscì ad approfondire la conoscenza del mondo della camorra, dei boss locali e degli intrecci tra politica e criminalità organizzata, scoprendo una serie di connivenze che si erano stabilmente create, all'indomani del terremoto in Irpinia, tra esponenti politici oplontini e il boss locale, Valentino Gionta, che, da pescivendolo ambulante, aveva costruito un business illegale. Gionta era partito dal contrabbando di sigarette, per poi spostarsi al traffico di stupefacenti, e infine controllando l'intero mercato di droga nell'area oplontina-stabiese.

### Le inchieste sulla camorra
Le vigorose denunce del giovane giornalista lo condussero a essere regolarizzato nella posizione di corrispondente dal quotidiano nell'arco di un anno. Le sue inchieste scavavano sempre più in profondità, tanto da arrivare a scoprire la moneta con cui i boss mafiosi facevano affari. Siani con un suo articolo accusò il clan Nuvoletta (alleato dei Corleonesi di Totò Riina) e il clan Bardellino, esponenti della "Nuova Famiglia", di voler spodestare e vendere alla polizia il boss Valentino Gionta, che dopo la strage di Torre Annunziata divenne pericoloso, scomodo e prepotente, per porre fine alla guerra tra famiglie. Ma le rivelazioni, ottenute da Giancarlo grazie a un suo amico carabiniere e pubblicate il 10 giugno 1985, indussero la camorra a sbarazzarsi di questo scomodo giornalista.
In quell'articolo Siani ebbe modo di scrivere che l'arresto del boss Valentino Gionta fu reso possibile da una "soffiata" che esponenti del clan Nuvoletta fecero ai carabinieri. Il boss oplontino fu infatti arrestato poco dopo aver lasciato la tenuta del boss Lorenzo Nuvoletta a Marano di Napoli, comune a nord di Napoli. Secondo quanto successivamente rivelato dai collaboratori di giustizia, l'arresto di Gionta fu il prezzo che i Nuvoletta pagarono al boss Antonio Bardellino per ottenerne un patto di pace.
La pubblicazione dell'articolo suscitò le ire dei fratelli Nuvoletta che, agli occhi degli altri boss partenopei e di Cosa nostra (di cui erano insieme ai Gionta gli unici componenti napoletani), facevano la figura degli "infami", ossia di coloro che, contrariamente al codice degli uomini d'onore della mafia, intrattenevano rapporti con le forze di polizia. Da quel momento i capo-clan Lorenzo e Angelo Nuvoletta tennero numerosi incontri per decidere in che modo eliminare Siani, nonostante la reticenza di Valentino Gionta, in quegli anni incarcerato. A Ferragosto del 1985 i Nuvoletta decisero di uccidere Siani, che doveva essere assassinato lontano da Torre Annunziata per depistare le indagini. Giancarlo lavorava sempre alacremente alle sue inchieste e stava per pubblicare un libro sui rapporti tra politica e camorra negli appalti per la ricostruzione post-terremoto.
Giancarlo Siani venne ucciso intorno alle 20:30 del 23 settembre 1985 sotto casa sua, in via Vincenzo Romaniello, a pochi passi da piazza Leonardo, nel quartiere napoletano dell'Arenella, mentre era ancora a bordo della sua Citroën Méhari verde. Gli assassini, con i volti scoperti, gli hanno sparato 10 colpi alla testa con due pistole Beretta calibro 7,65.

## Le indagini e i processi
È stato acclarato che gli assassini scapparono in moto. Siani, trasferito dalla redazione di Castellammare di Stabia a quella centrale de Il Mattino, all'epoca diretto da Pasquale Nonno, proveniva dalla sede del quotidiano di via Chiatamone. Il giorno della sua morte telefonò al suo ex direttore dell'Osservatorio sulla Camorra, Amato Lamberti, chiedendogli un incontro per parlargli di cose che "è meglio dire a voce". Incontro mai avvenuto, quindi, Lamberti non poteva sapere. Sembra pertanto errato dire che... Non si è però mai saputo di cosa si trattasse e se Giancarlo avesse iniziato a temere per la sua incolumità. Lo stesso Lamberti, nelle diverse escussioni testimoniali cui è stato sottoposto, ha fornito versioni diverse della vicenda che non hanno mai chiarito quell'episodio.
Saranno i pentiti Salvatore Migliorino, affiliato ai Gionta, e Ferdinando Cataldo, coinvolto nell'omicidio, a fornire una serie di elementi che porteranno fino ai Nuvoletta.
Il 15 aprile 1997 la seconda sezione della corte d'assise di Napoli condannò all'ergastolo i mandanti dell'omicidio (i fratelli Lorenzo, che scanserà la condanna perché morirà prima della sentenza, e Angelo Nuvoletta, e Luigi Baccante) e i suoi esecutori materiali (Ciro Cappuccio e Armando Del Core). In quella stessa condanna appare, come mandante, anche il boss Valentino Gionta. La sentenza è stata confermata dalla Corte di Cassazione, che però dispose per Valentino Gionta il rinvio ad altra Corte di assise di appello: si è svolto un secondo processo di appello che il 29 settembre 2003 l'ha di nuovo condannato all'ergastolo, mentre il giudizio definitivo della Cassazione lo ha scagionato per non aver commesso il fatto.
Nel 2014 un libro-inchiesta del giornalista napoletano Roberto Paolo ha sollevato dubbi sui reali esecutori dell'omicidio e ha indicato i nomi di altri mandanti ed esecutori. Sulla base di queste rivelazioni, l'allora coordinatore della Direzione antimafia della Procura di Napoli, Giovanni Melillo, ha riaperto le indagini sull'omicidio Siani: il fascicolo affidato ai sostituti procuratori Enrica Parascandolo e Henry John Woodcock è stato definitivamente archiviato per mancanza di ogni riscontro rispetto alla pista investigativa indicata nel libro.

## Riconoscimenti

### Intitolazioni varie

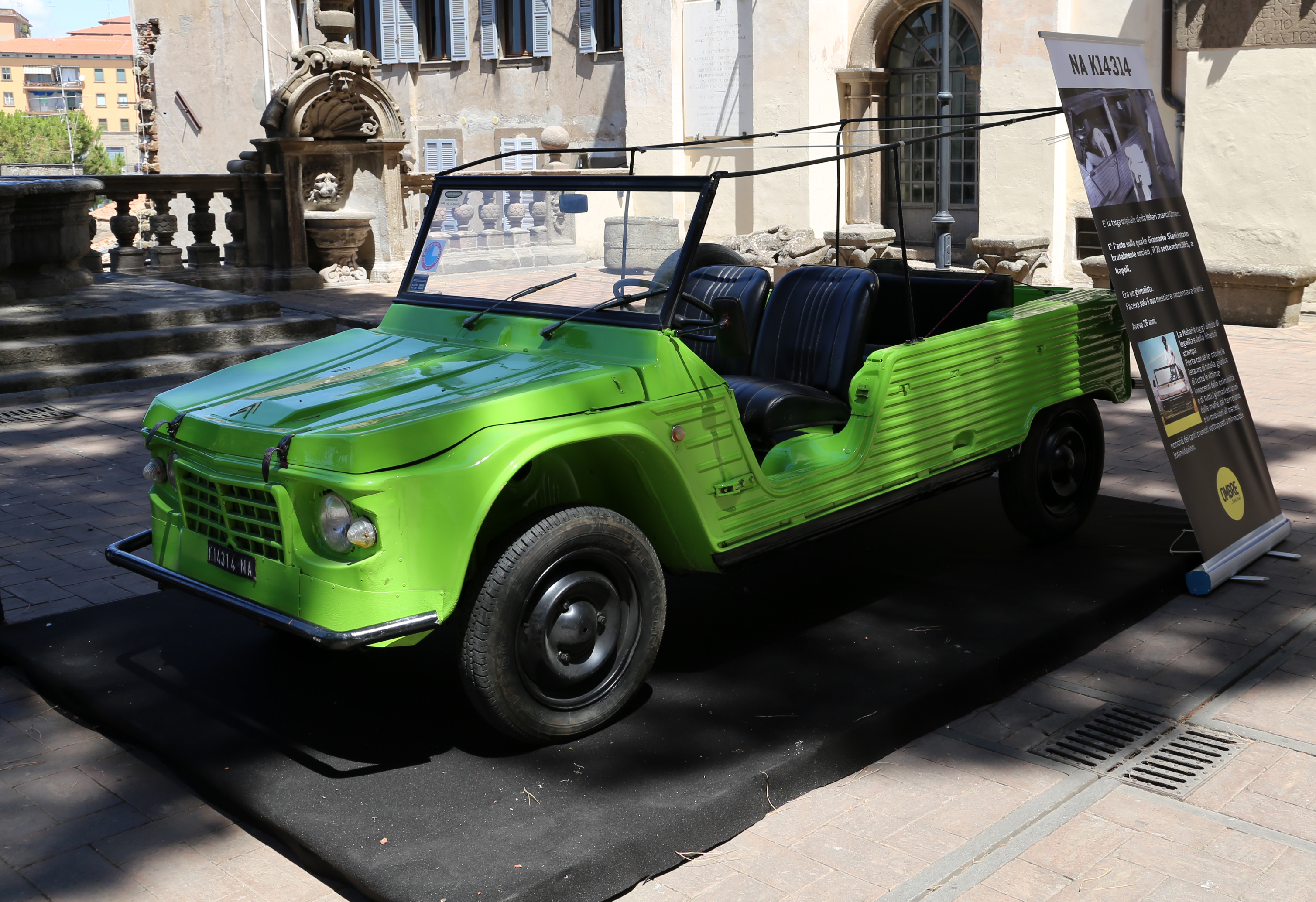
La Citroën Méhari di Giancarlo Siani

- Diverse scuole in Italia sono a lui intitolate, come il secondo circolo didattico di Torre Annunziata, città in cui operava, il centro polivalente per giovani a Castel San Giorgio (dal 21 marzo 2010), l'ISIS di Casalnuovo di Napoli (dal maggio 2010, precedentemente intitolato a Manlio Rossi-Doria), l'ITC Giancarlo Siani di Napoli a Pietravalle, il Liceo Scientifico Statale di Aversa (precedentemente sede succursale del Liceo intitolato a Enrico Fermi), una scuola media a Villaricca e una scuola elementare a Marigliano e a Mugnano di Napoli comune nella periferia nord della città.[12]
- A Giancarlo Siani sono state inoltre intitolate strade, tra cui una rampa adiacente alla salita Arenella, nel quartiere Arenella di Napoli, nei pressi della citata via Romaniello, dove fu assassinato. Il 19 marzo 2010 il sindaco di Ferrara, Tiziano Tagliani, insieme ai giornalisti ferraresi e ai rappresentanti di Assostampa e Ordine dei Giornalisti dell'Emilia-Romagna, ha inaugurato la Sala stampa comunale intitolata dalla Giunta a Giancarlo Siani, su proposta dell'Ufficio Stampa del Comune. Nell'occasione si è tenuta la proiezione pubblica rivolta alla città dei film Fortapàsc alla presenza del regista Marco Risi ed E io ti seguo di Maurizio Fiume. A Siano (SA) gli è stata intitolata la Sala Consiliare, in Piazza Municipio.
- Gli è stata inoltre intitolata l'Aula Magna del Liceo Classico "Giambattista Vico" da lui frequentato. Inoltre sempre al giornalista napoletano è intitolato il cinema teatro di Marano di Napoli, in cui ogni anno si tiene il Marano film Festival, uno dei principali festival cinematografici per giovani e per le scuole. A Giancarlo Siani è dedicata la rivista mensile Narcomafie, del Gruppo Abele e di Libera, giornale di informazione libera per contrastare la criminalità e i poteri corrotti. A Giancarlo Siani è intitolato il Presidio di Libera della città di Pisa.
- il 16 novembre 2023 è stata a lui intitolata un'aula per studenti presso il Dipartimento di giurisprudenza dell'Università degli Studi della Campania Luigi Vanvitelli.[13]

### Il murale a Napoli

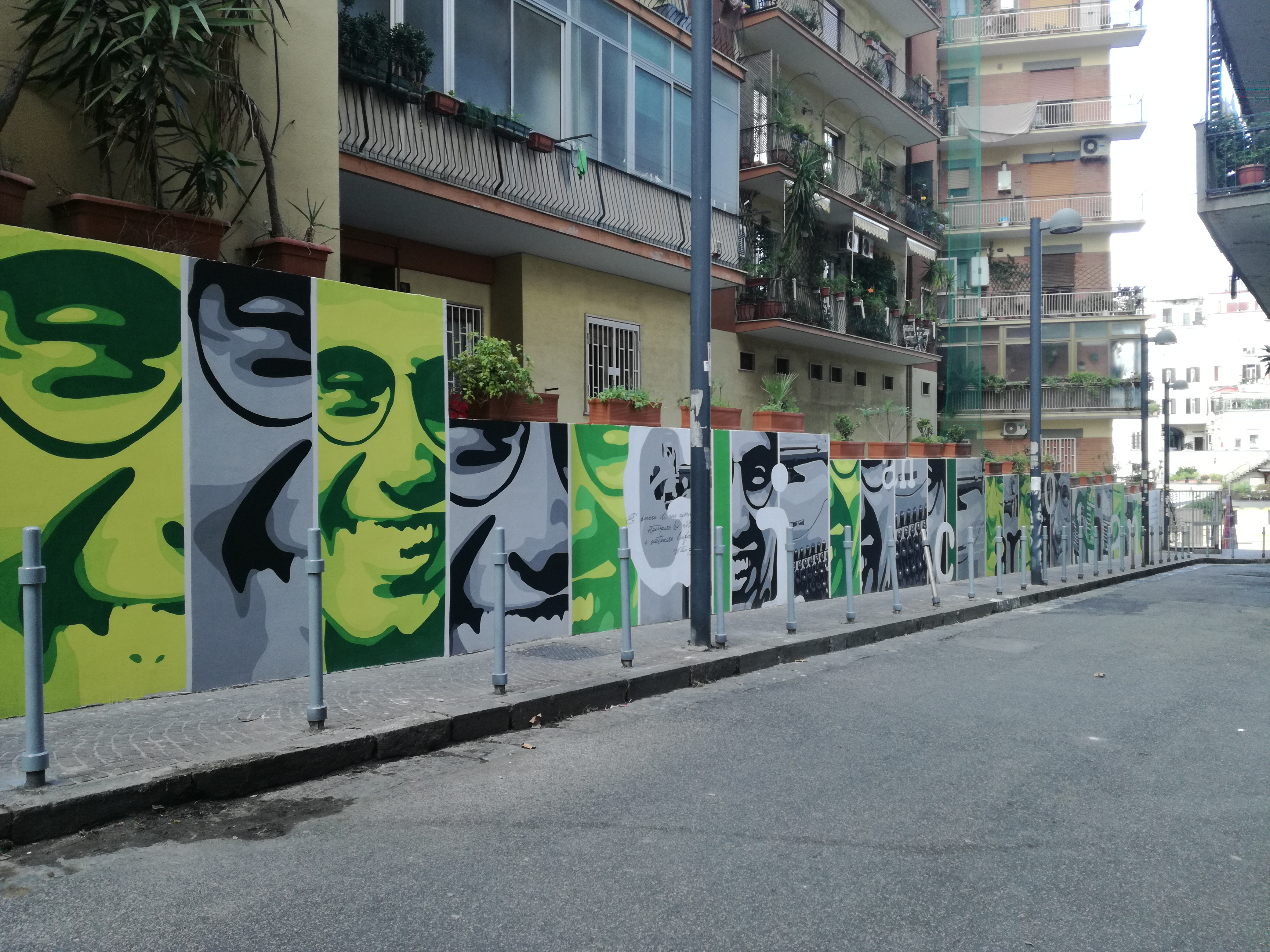
Il murale dedicato a Giancarlo Siani in via Vincenzo Romaniello

Il 19 settembre 2016, a trentuno anni dalla morte di Giancarlo Siani, è stata inaugurata un'opera di street art dedicata alla vita del giovane giornalista. Il murale è stato realizzato dal duo di artisti italiani Orticanoodles con la tecnica dello stencil ed è caratterizzato da due colori predominanti: il verde della Citroën Méhari e il grigio seppia come l'inchiostro della sua Olivetti M80. L'opera ha anche una funzione didattica, in particolar modo nella sovrapposizione di sette citazioni legate a sette grandi personaggi che descrivono il pensiero, le azioni e la vita di Giancarlo: Alda Merini, Nelson Mandela, Wilbur F. Storey, Albert Camus, Benjamin Constant, Alexis de Tocqueville e Vasco Rossi. 
Il progetto è stato realizzato grazie a una campagna di crowdfunding dal titolo Un murale per Giancarlo Siani ed è stato curato da INWARD Osservatorio sulla Creatività Urbana con la collaborazione degli amici di Giancarlo, il dottor Paolo Siani, fratello di Giancarlo, e i condomini che tuttora vivono in via Vincenzo Romaniello, la stessa strada in cui il giornalista visse i suoi 26 anni, a pochi metri dalla quale fu ammazzato.

### Citazioni e opere
- Alessandro Siani ha scelto il suo nome d'arte in suo omaggio (infatti il vero nome dell'attore e regista napoletano è Alessandro Esposito).
- Nel 1999 è stato realizzato un cortometraggio sulla vicenda di Giancarlo Siani, dal titolo Mehari, diretto da Gianfranco De Rosa, per la sceneggiatura del giornalista napoletano e amico di Siani, Maurizio Cerino. Il protagonista è stato Alessandro Ajello, con la partecipazione di Nello Mascia.
- Nel 2004 è uscito nelle sale cinematografiche il film E io ti seguo di Maurizio Fiume, interpretato da Yari Gugliucci. Nello stesso anno è stato istituito il Premio Giancarlo Siani dedicato a giornalisti impegnati sul fronte della cronaca.
- Dal 2005 il Teatro Diana di Napoli mette in scena ogni anno uno spettacolo teatrale che vede Siani protagonista (insieme ad altre vittime della camorra) intitolato Ladri di sogni (spettacolo che nel 2006 ha vinto il premio come spettacolo per le scuole e ragazzi con più presenze). Nel 2006 il produttore cinematografico Gianfranco de Rosa avvia il progetto con il sito web www.giancarlosiani.it.
- Il 4 giugno 2008 il Presidente della Repubblica Giorgio Napolitano ha presenziato a una cerimonia di commemorazione del giovane giornalista, nel corso della quale un'aula della scuola di giornalismo dell'Università degli Studi Suor Orsola Benincasa di Napoli è stata a lui intitolata.
- Nel 2009 esce il film Fortapàsc, di Marco Risi, produttore esecutivo Gianfranco de Rosa, sceneggiatura di Marco Risi, Andrea Purgatori, Jim Carrington e Maurizio Cerino, dedicato all'ultimo anno di vita del giornalista, interpretato da Libero De Rienzo, che nel film guida la vera Citroën Méhari verde appartenuta a Siani.
- Il 19 settembre 2009, nel giorno del 50º anniversario dalla nascita di Siani, Fortapàsc, all'Invisible Film Festival di Cava de' Tirreni vince i premi Miglior film, miglior regia, miglior attore protagonista, migliori attore non protagonista, migliore attrice non protagonista e migliore sceneggiatura.
- Sempre nel 2009 il gruppo rap napoletano Biscuits (formato da Gransta MSV, Gianluca Tripla Vitiello e Claudia Dyna) dedica a quest'ultimo film un video musicale, girato a Torre Annunziata, ispirato proprio alla pellicola che racconta la storia di Siani. È stato ideato anche uno spettacolo teatrale intitolato Ladri di sogni.
- Ancora, nel 2009 nasce a Ercolano, cittadina della provincia di Napoli, una web radio intitolata al giovane giornalista, denominata Radio Siani, imperniata sulla cultura anti-camorra e la denuncia sociale, con sede in un bene confiscato a un ex boss locale, Giovanni Birra.
- Il 26 novembre 2010 viene inaugurato il teatro del nuovo centro polifunzionale giovanile di San Giorgio a Cremano, intitolato a Siani.
- Alla figura di Giancarlo Siani è liberamente ispirato il romanzo Scimmie di Alessandro Gallo.
- Nel 2012 il gruppo Ultimo Attuale Corpo Sonoro dedica a Siani la canzone Fortapàsc nel disco Io ricordo con rabbia. Il suo ultimo articolo, Nonna manda il nipote a vendere eroina, pubblicato da Il Mattino il giorno prima dell'assassinio, è contenuto nella raccolta Scoop, il libro sui lavori che hanno fatto la storia del giornalismo italiano.[15]
- Nel 2015 esce il libro "Fatti di camorra. Dagli scritti giornalistici" edito dalla IOD edizioni, una raccolta di articoli pubblicati da Giancarlo Siani sulle pagine de Il Mattino.
- Nel 2017 il racconto Cosa succede in città di Ezio Azzollini, pubblicato nella raccolta AfterOur #megliofuorichedentro edita da LiberAria editrice, è ispirato all'ultimo tragitto di Siani a bordo della sua Méhari.
- A distanza di 28 anni dalla morte, la Citroën Méhari di Giancarlo Siani è stata installata il 23 settembre 2013 nella Rotonda della Legalità, in via Caldieri. L'installazione è alta 10 metri in ricordo di quel 10 giugno 1985, data in cui, come sottolineato, fu decisa la condanna a morte di Giancarlo Siani. Il monumento non è ancora stato iniziato, è presente solo una rotatoria.[16]
- Un ragazzo normale di Lorenzo Marone racconta dell'amicizia tra Mimì e Giancarlo, giornalista che guida una Méhari e verrà ucciso nella via in cui entrambi abitano.
- Agosto 2019, l'artista Jorit dedica a Giancarlo Siani un murale presso Giugliano in Campania, nella zona della Resit, oggetto di un grave inquinamento ambientale. Il lavoro è stato commissionato da Mario di Biase, commissario per la bonifica della Resit.
- Il 23 settembre 2020 viene riconosciuto dal giornale "Il Mattino" come giornalista professionista e riceve idealmente il tesserino bordeaux.
- Nel 2020 il Comune di Buccinasco gli ha dedicato un murale, realizzato dallo street artist Mario Jin sulla parete esterna di una villa appartenuta al boss della 'ndrangheta locale Antonio Papalia, oggi sede della Croce Rossa.[17]
- Nel 2021 esce l'opera omnia degli articoli di Giancarlo Siani "Le parole di una vita. Gli scritti giornalistici" edito dalla IOD edizioni.
- Nel 2021 esce il libro "Il lavoro. Cronache del Novecento industriale (1980-1985)" edito dalla IOD edizioni. Gli scritti di Giancarlo dedicati al lavoro.
- Nel 2021 esce il libro "Giornalista giornalista. Dagli articoli pubblicati su Il Mattino (1980-1985)" edito dalla IOD edizioni.
- Nel 2021 esce il libro "Giancarlo Siani il ragazzo che amava la vita. Intervista a Paolo Siani e Daniela Rossignaud di Raffaele Sardo", edito dalla IOD edizioni. Questo libro, con la prefazione di Silvio Perrella, racconta di Giancarlo Siani, della sua vita, dei suoi sogni. E lo fa attraverso due testimonianze, quella di Paolo Siani e Daniela Rossignaud, fratello e fidanzata di Giancarlo.

## Filmografia
- Mehari Italia 1999 - cortometraggio del 1999 prodotto e diretto da Gianfranco De Rosa.[18]

- E io ti seguo - film del 2003 diretto da Maurizio Fiume.
- Fortapàsc - film del 2009 diretto da Marco Risi.
- Giancarlo Siani, Per amore di verità - servizio del 2009 di Federico Tosi e Sandro di Domenico (premiato nella sezione video-giornalismo del concorso "Una storia ancora da raccontare" al terzo Festival Internazionale del Giornalismo, il 5 aprile del 2009).